# NGC 6798
NGC 6798 (również IC 1300, PGC 63171 lub UGC 11434) – galaktyka soczewkowata (S0), znajdująca się w gwiazdozbiorze Łabędzia. Odkrył ją Lewis A. Swift 5 sierpnia 1885 roku.